# Камерный театр
Камерный театр — название происходит от английского англ. chamber и французского фр. chambre, что в переводе означает комната — небольшое по размерам помещение.
Термин имеет два значения: 
- 1. Труппа артистов, которая дает публичное представление;
- 2. Помещение — зал или здание небольшого размера, специально оборудованное для артистов и зрителей.

### Камерный театр в России
- Камерный театр существовал в семье Юсуповых в принадлежащем фамилии дворце на набережной реки Мойки в Санкт-Петербурге и был точной копией Большого театра, но имел зал на 150 мест. Во дворце была также акустическая музыкальная гостиная и зал для приёмов, где оркестр располагался на балконе второго этажа.
- В 1910 году в Санкт-Петербурге по инициативе графа Александра Дмитриевича Шереметева в доме на углу Невского и Большой Морской улицы (ныне Невский проспект, дом 16)[1] был создан домашний театр, состоящий из камерного оркестра и хора.
- В Эрмитаже также был небольшой театр — Эрмитажный, в котором давались представления.
- Мамонтовский театр миниатюр, в котором Касьян Голейзовский поставил балетные спектакли «Выбор невесты» и «Козлоногие»
- «Интимный театр», созданный в Санкт-Петербурге 1910 году Всеволодом Мейерхольдом и Николаем Кульбиным
- В 1908 году в Москве Никита Балиев создал театр-кабаре «Летучая мышь».
- Театральный режиссёр Григорий Гурвич в 1988 году создал профессиональный театр «Летучая мышь», который находился на Гнездиковском переулке[2][3].
- В Петербурге с 1906 по 1931 годы давал спектакли в жанре пародии театр малых форм «Кривое зеркало». (Одновременно идею похожего театра разрабатывал Мейерхольд в театре «Лукоморье». 5 декабря 1908 в особняке князя Н. Юсупова на Литейном проспекте состоялось представление двух театров. Для спектаклей «Лукоморья» было определено время с 8 до 12 вечера; для «Кривого зеркала» — с 12 до 3 ночи.).
- Камерный театр был создан в Москве А. Я. Таировым. Театр открылся премьерой спектакля «Сакунтала» 12 декабря 1914 года[4].
- Московский государственный академический Камерный музыкальный театр имени Б. А. Покровского — создан Борисом Покровским в Москве в 1972 году и первоначально носил название Камерный музыкальный театр. Здание театра расположено на Никольской улице.
- Театр на Литейном.
- Для московского театра «Кривой Джимми» (с 1924 г. — «Театр Сатиры»), которым руководил конферансье А. Г. Алексеев, Касьян Голейзовский поставил пластическую интермедию «Бурлаки», на тему картины Репина, которая «оживала» под песню «Эй, ухнем!». В «Кривом Джимми» шли постановки «Фокс-Тротт», с Е. Ленской и Оболенским, «Шумит ночной Марсель», исполняемый И. Лентовским и Е. Ленской, а также «Танец смерти», «Новый эксцентрический танец», «Венгерский танец», «Хореографическая скороговорка», «Чемпионат фокстрота». А также «Полишинель» и «Любовь Паяца» (на музыку Р. Дриго), «Юмореска» (С. Рахманинова) и «En Orange» (Юргенсона).
- Камерный театр Соломона Михоэлса — с 1925 года по 1950 год такое название имел Московский государственный еврейский театр (ГОСЕТ). Камерный еврейский музыкальный театр имел свою творческую жизнь с 1977 года по 1985 год, благодаря стараниям Юрия Шерлинга[5].
- Камерный театр Объединённого музея писателей Урала — находится в литературном квартале Екатеринбурга. Был открыт 1 декабря 1998 года как филиал Музея. Небольшой зал на 157 мест выполнен амфитеатром. Театр не имеет собственной театральной труппы; в нём удачно соединяются антреприза и репертуарный театр, для чего привлекаются актёры других екатеринбургских театров.

## Определение
- Камерный театр, в котором может быть представлен камерный балет, отличается от театра миниатюр[6], в котором спектакли лаконичны, созданы артистами, работающими над малыми формами, пьесами, рассчитанными на небольшую аудиторию[7]. Камерный балет может быть и полноценным спектаклем, таким как «Жизель», с сокращённым кордебалетом и оркестром. В то же время понятия «театр миниатюр» и «интимный театр» относятся к форме камерного театра, так как они небольшие по форме.